# Alloteropsis
Alloteropsis is een geslacht uit de grassenfamilie (Poaceae). De soorten van dit geslacht komen voor in Afrika, Azië en Australië.

## Soorten
Van het geslacht zijn de volgende vijf soorten bekend:
- Alloteropsis angusta
- Alloteropsis cimicina
- Alloteropsis paniculata
- Alloteropsis papillosa
- Alloteropsis semialata